# ボプタツワナ

ボプタツワナ共和国

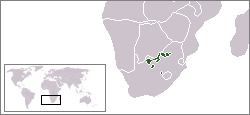
南部アフリカにおけるボプタツワナの位置

Repaboleki ya Bophuthatswana（ツワナ語）
Republic of Bophuthatswana（英語）
Republiek van Bophuthatswana（アフリカーンス語）

ボプタツワナの位置

ボプタツワナ（アフリカーンス語: Bophuthatswana）は、南アフリカ共和国北西部にかつて存在したバントゥースタン（ホームランド）。

## 概要
首都はボツワナとの国境地帯に面した地区のムマバソとされた。（現在はマフェキングの郊外となっている）。ツワナ人を収容するバントゥースタンで、国土はケープ州、トランスヴァール州、オレンジ自由州の3州の領域内に飛び地となって分断されていたが、プラチナなどの鉱山があり、またサンシティが建設され、白人たちがギャンブルやストリップなどを楽しむレジャーランドともなっていたため、バントゥースタン中最も経済基盤はしっかりしていたが、領内から上がる税収は南アフリカ共和国政府からの補助金の減額で相殺されたため、利益が住民に還元されることはなかった。

## 歴史
ボプタツワナは1972年6月1日から自治区となり、1977年12月6日に独立を宣言、ルーカス・マンゴーペが国家元首に指名された。これによって住民は南アフリカ共和国の国籍を剥奪された。1988年には政権内部の警護部隊によってクーデターが起こされたが、ボプタツワナ国防軍と南アフリカ国防軍によって鎮圧された。これによりマンゴーペは権力を回復。1990年にも再度クーデターが起きたが、これも阻止された。
1994年、南アフリカ共和国政府がバントゥースタンの廃止と国籍の回復、全人種参加の総選挙実施を表明した。マンゴーペはこの方針に反発し、総選挙に向けた有権者登録作業への協力を拒否した。それに対して公務員はゼネストを展開するが、マンゴーペは徐々に強硬姿勢に転じ、国防軍は公務員への攻撃を行った。また、独立選挙委員会委員長ジャッジ・ヨハン・クリーグラーによる、バントゥースタンにおける自由な政治活動を求める嘆願を拒否した。混乱のなか、ボプタツワナ放送会社が放火され、2つのテレビ局と3つのラジオ局の放送が停止した。
白人至上主義団体アフリカーナー抵抗運動（AWB）はこれをアパルトヘイトを回復する機会と考えたが、3月11日に屈辱を与えられることとなった。3人のAWB制服構成員が車からデモ中の群衆を銃撃したところボプタツワナ国防軍から銃撃されて負傷し、武装解除された。3人は命乞いをしたが、フォトジャーナリストとTV取材班の前で警察官Ontlametse Bernstein Menyatsoeによって至近距離から射殺され、その様子が全世界に配信された。民主的な改革に反対する右翼の白人至上主義団体は事実上の終わりとなった。3月13日に南アフリカ共和国政府はボプタツワナの国家承認取消とマンゴーペの解任を発表し、暫定政権を発足させ、4月27日に南アフリカ共和国に再統合された。これで9つのバントゥースタンは全て統合された。
Menyatsoeは、真実と和解委員会により恩赦された。

## 地理
約40,000km²の広さであり、7つの飛び地から構成される。「国土」はかつてのケープ州、トランスヴァール州、オレンジ自由州にまたがって点在していた。